# 北匹爾斯堡 (佛羅里達州)
北匹爾斯堡（英語：Fort Pierce North）是位於美國佛羅里達州聖盧西亞縣的一個人口普查指定地區。

## 地理
北匹爾斯堡的座標為27°28′07″N 80°21′28″W / 27.46861°N 80.35778°W，而該地最高點為海拔高度6米（即20英尺）。

## 人口
根據2010年美國人口普查的數據，北匹爾斯堡的面積為11.80平方千米，當中陸地面積為11.60平方千米，而水域面積為0.20平方千米。當地共有人口6474人，而人口密度為每平方千米548人。